# Literatura Lezgin

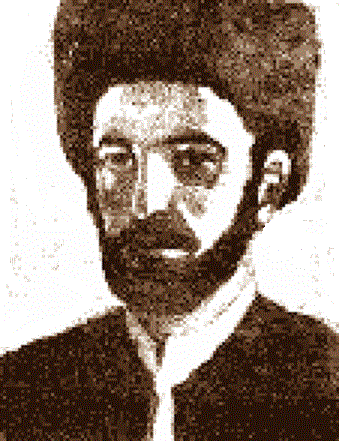
Emin Yaltsugsky.

Literatura Lezgin é a parte literária da língua lezgin. 

## Escrita utilizada
Seguindo as mudanças que ocorreram no alfabeto lezgin, inicialmente a literatura lezgin utilizava o alfabeto árabe. A base literária nesse tipo de escrita foi preservada. De 1928 a 1937, a literatura lezgin escreveu em uma base gráfica latina. Desde 1937 até o presente, o alfabeto cirílico foi utilizado, adaptado às características fonéticas da língua lezgin. 

## Literatura medieval
No início da Idade Média, são encontrados os primeiros registros da literatura lezgin. Dentre os principais autores dessa época, se destacam Akhty (século X) e Raihan al-Hakaik Wa Bustan Ad-Da-Kaik (século XI). Em fontes históricas, existem nomes de escritores e estudiosos da língua lezgin em escrita árabe. Alguns deles são Hakim Ibn Aga Al-Ahty (século X), Abul Fedrezh Al-Derbendi (século XII), Ibrahim Al-Lekzi Al-Khinalulugi Al-Derbendi (século XII) e Sedreddin Suleiman Al-Lekzi (século XIV). 
Durante o período medieval vários autores do lezgin publicaram suas obras em turco. O primeiro e principal desses autores foi Kure Melik (1340-1410). Sua obra mais conhecida é "Musibat-Name" ("Poema sobre a tragédia"). Depois de Kure Melik, destacaram-se Miskin Veli, Fakir Miskindzhinsky, Ibrahim Myushkyursky e Akber Myushkyursky, que viveram no século XVI. Suas criações são caracterizadas pelo uso, juntamente da poética clássica tradicional, dos popularmente chamados "ditados populares". Outro notável autor medieval foi a poetista Mikrakh Kemer (século XV). 

## Séculos XVI - XVIII
Nesse período, começou a divisão da literatura de lezgin em dois ramos: 
1. Ashug - desenvolvido nas línguas lezgin e turca, foi criado por cantores e os "ashugs".
2. Língua árabe - desenvolvido por representantes do clero, entre os quais poetas. Um importante escritor do século XVIII é Ihrek Rezheb (1680-1760). Nascido na aldeia de Rutul, em Ihrek, contribuiu para o desenvolvimento da literatura lezgin, embora tenha escrito principalmente na língua turca. Em seus poemas, ele aborda vários tópicos: filosofia, amor, injustiça social[3].

No século XVII, os poetas Saleh Yaragsky, Kure Imam, Zabit Kalajuhsky, Lezgi Kadir Kuryrinsky tiveram trablahos de renome. O famoso poeta Emin Yaltsugsky (1698-1777) escreveu poemas de conteúdo romântico e filosófico. Emin escreveu os principais poemas de amor dentro da literatura lezgin. Outro poeta muito famoso foi Abubakar Tsilingvi (1705-1760), o bisavô do fundador da moderna tradição literária de Lezgi, Etim Emin. Também no século XVIII houve outros grandes autores, tais como Agamirza Al-Kiani, Hashim Al-Ahty e Rahmankuli Al-Ahty, Ahmed, Leyli Khanum Miskindzhinskaya, Seyid Ahmed, Nazim Akhtynsky e Zakir Akhtynsky. 

## Literatura do século XIX e período pré-revolucionário
Durante todo século XIX, sentiu-se a influência da base literária de Ihrek Rezheba e Emin Yaltsugsky. Um dos mais importantes poetas da época foi Said Kochkhursky (1767-1812), que deu um passo significativo para aproximar a poesia da realidade. Algumas de suas obras descreviam a opressão vivida pelo seu povo, o que incomodou profundamente os líderes locais. Foi morto por ordem do cã Surkhay II. 
Seus poemas inspiraram vários autores dentre os quais os revolucionários Lezgi Ahmed e Etim Emin. Lezgi Ahmed (séculos XVIII-XIX) deu continuação as obras poéticas de Said Kochkhursky. Em sua poesia, o tema da desigualdade social ocupava um lugar de destaque. alguns de seus conhecidos trabalhos são "Brigados", "Buddy" e "Ashugu Said" . O juiz da Sharia Mirza Ali al-Akhta (1777-1858), também foi poeta influênciado por Kochkhursky. Um seguidor de seu curso de literatura foi o destacado estudioso do Daguestão, poeta Hasan de Alkadarsky (1834-1910). Seus livros Divan al-Mamnun, a obra histórica Asari Dagestan e Jarab al-Mamnun foram muito apreciados pelos acadêmicos V.V. Bartold e I. Yu. Krachkovsky. Um clássico da literatura de Lezgin, o fundador de sua imagem moderna é Etim Emin (1838-1884). O tema do pensamento de Emin é a vida cotidiana da vila de Lezgin, com todas as suas contradições, a revolta da Sharia na Chechênia e no Daguestão em 1877, o “mundo mortal” com seus contrastes sociais, amor sublime e muito mais. Além disso, seu trabalho é caracterizado pela integração de muitos empréstimos lexicais na língua lezgin  . A herança do árabe Abdurahman al-Ahta ( século XIX ) é pouco conhecida. O nome está associado aparência Etim Emin literatura Lezgian toda escola de poesia ", que pertencia poeta Molla Noori (1834-1912), Sayad Stalskiy (1880-1900), Abdulgamid Chilizh (1873-1916), Ashug Soygyun (1850-1919), Kesib Abdullah (1875-1934) e outros.   

## Era soviética
A literatura lezgin no período soviético reflete  as características de toda a imprensa da URSS na época. Trabalhos no gênero do realismo socialista eram populares e demandados. Uma ocorrência comum era a crítica e o ridículo da ordem pré-revolucionária da sociedade. A imagem do clero também foi descrita exclusivamente sob uma luz negativa. Um trabalho que incorporava as características regulares de tal abordagem foi o romance do poeta popular da DASSR, Kiyas Majidov (1911-1974), "Um coração deixado nas montanhas". Na década de 1920, nasceu a literatura soviética de Lezgin, na qual o lugar de destaque foi ocupado pela obra do poeta nacional Daguestão Suleiman Stalsky (1869-1937), chamado por Maxim Gorky de " Homer do século XX". Suleiman Stalsky descreve o trabalho livre, a amizade dos povos. O tema da pátria e do povo também foi um dos principais temas da poesia de Stalsky. Dezenas de poemas e poemas “Daguestão”, “Pensamentos sobre a Pátria” e outros são dedicados a este tópico. 
Se os fundamentos da nova literatura de Lezgin foram esquecidos na primeira década do poder soviético, nos anos 30 viram seu rápido desenvolvimento. Criando uma impressão em seu idioma nativo, publicando jornais, revistas, livros. Poetas, escritores e dramaturgos dominam novos gêneros, temas e usam meios poéticos inovadores para retratar a realidade. Na década de 1930, os laços entre a literatura russa e o Daguestão se fortaleceram. Em 1933, o Daguestão foi visitado por Nikolai Tikhonov, V. A. Lugovskoy, P. Pavlenko . Existe um contato cultural entre escritores. Uma antologia da poesia do Daguestão (1934) é publicada em Moscou, o leitor russo se familiariza com amostras de poesia nas montanhas e traduções de obras da literatura russa e soviética para as línguas do Daguestão. Também na década de 1930, a juventude incluiu na pessoa de Alibek Fatakhov (1910-1935), M. Efendiev, A. Mutalibov, M. Stalsky, B. Sultanov, G. Shuaev e outros. Alguns deles se tornam mestres reconhecidos posteriormente. Suas obras revelam os problemas de guerra e paz, industrialização e coletivização da agricultura, a emancipação da mulher e a construção cultural. O autor de muitos trabalhos patrióticos é Lezgi Nyamet (1932-1986).

## Literatura
- А. Агаев.   literatura lezgin   / /   Breve Enciclopédia da Literatura : 9 t   /   Cap. ed. A.A. Surkov.   - M .: Enciclopédia Soviética, 1967.   - T.   T. 4: Lakshin - Muranovo.
- Antologia da poesia de Lezgi. - Makhachkala: Lotus, 2017 - 200 p.
- Escritores de Akimov K. Kh. Lezgi. - Makhachkala: Editora LLC "Mavel", 2015. - 344 p.
- Vagabova F. Formação da literatura nacional de Lezgi. Makhachkala, 1970.